# Кубок Еквадору з футболу 2018—2019
Кубок Еквадору з футболу 2018—2019 — 1-й розіграш кубкового футбольного турніру у Еквадорі. Першим переможцем кубка став ЛДУ Кіто.

## Календар
| Раунд        | Дата                            | Матчі | Клуби   |
| ------------ | ------------------------------- | ----- | ------- |
| Перший раунд | 11-15/17-22 листопада 2018      | 24    | 50 → 38 |
| Другий раунд | 24-29 листопада/2-6 грудня 2018 | 12    | 38 → 32 |
| 1/16 фіналу  | 25 квітня - 20 червня 2019      | 32    | 32 → 16 |
| 1/8 фіналу   | 2 липня - 9 серпня 2019         | 16    | 16 → 8  |
| 1/4 фіналу   | 14 серпня - 26 вересня 2019     | 8     | 8 → 4   |
| 1/2 фіналу   | 2-31 жовтня 2019                | 4     | 4 → 2   |
| Фінал        | 10/16 листопада 2019            | 2     | 2 → 1   |

## 1/8 фіналу
| Команда 1                 | Заг.         | Команда 2                | 1-й матч | 2-й матч |
| ------------------------- | ------------ | ------------------------ | -------- | -------- |
| 2 липня - 9 серпня 2019   |              |                          |          |          |
| Альянса де Гуано (3)      | 1:5          | ЛДУ Кіто                 | 0:0      | 1:5      |
| Гуякіль Сіті              | 0:0 пен. 4:5 | Аукас                    | 0:0      | 0:0 дч   |
| Макара                    | 2:3          | Текніко Універсітаріо    | 2:1      | 0:2      |
| Америка де Кіто           | 2:4          | Емелек                   | 0:2      | 2:2      |
| Барселона (Гуаякіль)      | 2:2 (ч)      | Санта Ріта (2)           | 1:0      | 1:2      |
| Оренсе (2)                | 1:1 (ч)      | Депортіво Ель Насьйональ | 1:1      | 0:0      |
| Індепендьєнте Хуніорс (3) | 2:2 пен. 3:2 | Депортіво Куенка         | 1:1      | 1:1      |
| Дельфін                   | 2:1          | Мушук Руна               | 2:0      | 0:1      |

## 1/4 фіналу
| Команда 1                   | Заг.         | Команда 2            | 1-й матч | 2-й матч |
| --------------------------- | ------------ | -------------------- | -------- | -------- |
| 14 серпня - 26 вересня 2019 |              |                      |          |          |
| Аукас                       | 0:0 пен. 2:4 | ЛДУ Кіто             | 0:0      | 0:0      |
| Текніко Універсітаріо       | 1:2          | Емелек               | 1:0      | 0:2      |
| Депортіво Ель Насьйональ    | 1:1 (ч)      | Барселона (Гуаякіль) | 1:1      | 0:0      |
| Індепендьєнте Хуніорс (3)   | 2:4          | Дельфін              | 2:3      | 0:1      |

## 1/2 фіналу
| Команда 1            | Заг.         | Команда 2 | 1-й матч | 2-й матч |
| -------------------- | ------------ | --------- | -------- | -------- |
| 2-31 жовтня 2019     |              |           |          |          |
| ЛДУ Кіто             | 2:2 пен. 5:4 | Емелек    | 2:0      | 0:2      |
| Барселона (Гуаякіль) | 4:4 (ч)      | Дельфін   | 4:1      | 0:3      |

## Фінал
| Команда 1            | Заг.    | Команда 2 | 1-й матч | 2-й матч |
| -------------------- | ------- | --------- | -------- | -------- |
| 10/16 листопада 2019 |         |           |          |          |
| ЛДУ Кіто             | 3:3 (ч) | Дельфін   | 2:0      | 1:3      |

### Перший матч
| 10 листопада 2019 23:00 (EEST) |

| ЛДУ Кіто                      | 2:0      | Дельфін |
| ----------------------------- | -------- | ------- |
| Агірре 54' (пен.) Чікайса 78' | Протокол |         |

| Стадіон «Родріго Пас Дельгадо», Кіто Глядачів: 14 530 Арбітр: Луїс Кірос |

### Повторний матч
| 16 листопада 2019 22:00 (EEST) |

| Дельфін                         | 3:1      | ЛДУ Кіто   |
| ------------------------------- | -------- | ---------- |
| Лопес 3' Гарсес 74', 90' (пен.) | Протокол | Агірре 44' |

| Стадіон «Хокай», Манта Арбітр: Родді Самбрано |